# Ellen Widder
Ellen Widder (* 8. September 1955 in Duisburg) ist eine deutsche Historikerin.
Ellen Widder studierte von 1975 bis 1982 Geschichte, Geographie, Pädagogik und Kunstgeschichte an der Universität Münster. Dort legte sie 1982 das Erste Staatsexamen für das Lehramt an Schulen ab. Bei Heinz Stoob wurde sie 1986 an der Universität Münster promoviert mit einem Thema über die Reiseherrschaft Karls IV. südlich der Alpen. In der Zeit von 1986 bis 1989 war sie wissenschaftliche Mitarbeiterin am Sonderforschungsbereich 231 „Träger, Felder, Formen pragmatischer Schriftlichkeit im Mittelalter“ an der Universität Münster. Von 1989 bis 1995 war Widder wissenschaftliche Assistentin an der Universität Münster. Dort erfolgte 1996 auch ihre Habilitation mit einer Arbeit zum Thema Kanzler und Kanzleien. Ein Beitrag zur Strukturgeschichte der spätmittelalterlichen Landesherrschaft, die erheblich überarbeitet und erweitert als Kanzler und Kanzleien im Spätmittelalter. Eine Histoire croisée fürstlicher Administration im Südwesten des Reiches 2016 im Druck erschien.
Als Hochschuldozentin war sie in Münster von 1996 bis 1997 tätig. Es folgten 1996/97 Lehrstuhlvertretungen an der Universität Regensburg, der Humboldt-Universität zu Berlin und der Universität Tübingen. Seit Oktober 1997 lehrt sie als Professorin für mittelalterliche Geschichte an der Universität Tübingen. Widder ist seit 1997 korrespondierendes Mitglied der Historischen Kommission für Westfalen und seit Juli 2012 Mitglied der Kommission für geschichtliche Landeskunde in Baden-Württemberg.
Ihre Forschungsschwerpunkte sind die Reichs- und Verfassungsgeschichte des Spätmittelalters, die Stadtgeschichte des Mittelalters, die Geschichte der spätmittelalterlichen Höfe und Hofordnungen, die Geschichte Italiens im Spätmittelalter, die spätmittelalterliche Verwaltungsgeschichte, die westfälische, niedersächsische und südwestdeutsche Landesgeschichte, der Adel im Hochmittelalter und die Geschichte der Kurpfalz. Sie legte 2003 über Waiblingen im Spätmittelalter eine Untersuchung als Beitrag in dem von Sönke Lorenz herausgegebenen Band Waiblingen – Eine Stadtgeschichte vor. Der überarbeitete, erweiterte und vor allem um die Anmerkungen ergänzte Beitrag wurde 2005 als Sonderband des Heimatvereins Waiblingen veröffentlicht.

## Schriften (Auswahl)
Monografien
- Itinerar und Politik. Studien zur Reiseherrschaft Karls IV. südlich der Alpen (= Forschungen zur Kaiser- und Papstgeschichte des Mittelalters. Bd. 10). Böhlau, Köln u. a. 1993, ISBN 3-412-06592-7 (Zugleich: Münster (Westfalen), Universität, Dissertation, 1986).
- Waiblingen. Eine Stadt im Spätmittelalter  (= Waiblingen in Vergangenheit und Gegenwart. 16. Sonderband). Waiblingen 2005, ISBN 3-927981-14-1.
- Kanzler und Kanzleien im Spätmittelalter. Eine Histoire croisée fürstlicher Administration im Südwesten des Reiches (= Veröffentlichungen der Kommission für geschichtliche Landeskunde in Baden-Württemberg. Reihe B: Forschungen. Bd. 204). Kohlhammer, Stuttgart 2016, ISBN 978-3-17-028868-3.

Herausgeberschaften
- Stadt zwischen Erinnerungsbewahrung und Gedächtnisverlust (= Stadt in der Geschichte. Bd. 39). Thorbecke, Ostfildern 2015, ISBN 978-3-7995-6439-7.
- Vom luxemburgischen Grafen zum europäischen Herrscher. Neue Forschungen zu Heinrich VII. (= Publications du CLUDEM. Bd. 23). CLUDEM, Luxembourg 2008, ISBN 2-919979-19-1.
- Manipulus florum. Aus Mittelalter, Landesgeschichte, Literatur und Historiographie. Festschrift für Peter Johanek zum 60. Geburtstag. Waxmann, Münster u. a. 2000, ISBN 3-89325-743-8.
- Vestigia monasteriensia: Westfalen – Rheinland – Niederlande (= Studien zur Regionalgeschichte. Bd. 5). Verlag für Regionalgeschichte, Bielefeld 1995, ISBN 3-89534-110-X.
- Zwischen Bürgerstolz und Fürstenstaat. Soest in der frühen Neuzeit (= Soester Beiträge. Bd. 54). Westfälische Verlags-Buchhandlung Mocker und Jahn, Soest 1995, ISBN 3-87902-044-2.